# Evo mene opet
Evo mene opet je drugi samostalni album hrvatskog glazbenika Jasmina Stavrosa koji je izašao 1988. u izdanju diskografske kuće Jugotona. Album je pop žanra, uz elemente grčke i makedonske narodne glazbe.

## Popis pjesama
Sve je skladbe aranžirao Rajko Dujmić.
- strana A

1. Ženo (glazba Nikica Kalođera - stihovi Stevo Cvikić)
2. Poljubi mi suze na usnama (glazba Đorđe Novković - stihovi Željko Pavičić)
3. Duki buzuki (glazba Rajko Dujmić - stihovi Stevo Cvikić)
4. Evo mene opet (glazba Đorđe Novković - stihovi Milivoj Šarunić)
5. Plači, plači (glazba Rajko Dujmić - stihovi Stevo Cvikić)

- strana B

1. Hej pomozi (glazba Nikica Kalođera - stihovi Stevo Cvikić)
2. Bila si daleko (glazba i stihovi Đorđe Novković)
3. Vrati mi se ako možeš (glazba Đorđe Novković - stihovi Milivoj Šarunić)
4. Bosiljka (glazba Rajko Dujmić - stihovi Stevo Cvikić)
5. Sanjam (glazba Rajko Dujmić - stihovi Stevo Cvikić)

Velike uspješnice s ovom albuma su Ženo, Duki buzuki, Evo mene opet, Bila si daleko.
Na albumu je gitarske dionice i dionice na buzukiju svirao bivši član Srebrnih krila Duško Mandić.

## Vanjske poveznice
- Discogs
- Diskografija